# Peter Fuss
Peter Fuss (fuss – anglicky rozruch, panika) je pseudonym současného kontroverzního streetartového polského umělce, který svoji pravou identitu tají. Svoje díla vystavuje v galeriích nebo nelegálně lepí na pouliční billboardy. Díla Petera Fusse jsou obvykle politicky angažovaná, parodují například kult papeže Jana Pavla II., homofobii nebo antisemitismus.
První jeho výstava v Praze, napadající přístup Izraele k řešení izraelsko-palestinského konfliktu, byla označena za antisemitskou, zničena a uzavřena po půl hodině po otevření.